# Steber zmage v osamosvojitveni vojni
Steber zmage v osamosvojitveni vojni (estonsko Vabadussõja võidusammas) je spomenik umrlim v estonski osamosvojitveni vojni, ki stoji na Trgu svobode v estonskem glavnem mestu Talin. Spomenik v obliki stebra zmage ima estonski križ svobode na vrhu stebra iz steklenih blokov v skupni višini 23,5 m, vse skupaj pa stoji dvignjeno nad površino trga na podnožju, na katerem so granitne stopnice, ki vodijo do vznožja stebra. Osvetljujejo ga notranje luči, ki prosevajo skozi prozorno steklo. Za spomenikom je nizek zid iz granitnih blokov, na katerem sta napisa »Estonska osamosvojitvena vojna 1918–1920« (Eesti Vabadussõda 1918–1920) in odlomek iz pesmi »Dvignite zastavo!« pesnika Gustava Suitsa.
Spomenik je bil zgrajen po načrtih skupine arhitektov Rainerja Sternfelda, Andrija Laidreja, Kadrija Kiha in Antoja Savija, ki so zmagali na arhitekturnem natečaju, in odprt na estonski dan zmage 23. junija 2009. Objekt je deležen številnih javnih kritik zaradi materiala, s katerim so težave zaradi ostrega podnebja, in nezanesljivega sistema osvetlitve, kar zahteva redno in drago vzdrževanje.

## Zgodovina
Prva pobuda za spomenik je bila podana že leta 1919, še pred dokončno zmago nad Rdečo armado v vojni za neodvisnost po prvi svetovni vojni, ko so Estonci z zavezniki osvobodili Talin. Ustanovili so komite za izgradnjo in 8. junija 1924 postavili temeljni kamen. Kljub denarju, ki ga je zagotovila vlada, je projekt zastal zaradi sporov okrog pridobivanja dodatnih sredstev in korupcije. Leta 1936 je takratni predsednik Konstantin Päts izdal dekret, po katerem bi moral biti državni spomenik postavljen do 25. obletnice republike leta 1943, vendar je projekt znova zastal zaradi izbruha druge svetovne vojne, nato pa je Estonija izgubila neodvisnost.
Načrti so bili obujeni šele po ponovni osamosvojitvi leta 1991, toda več natečajev za spomenik v naslednjih letih ni bilo uspešnih. Natečaj, na katerem so naposled izbrali trenutno podobo, je bil končan leta 2007.